# Incidente ferroviario di Alessandria
L'incidente ferroviario di Alessandria è stato un tamponamento fra treni avvenuto il 22 ottobre 1941 ad Alessandria nei pressi del Bivio Bormida. Il bilancio fu di due morti e undici feriti, di cui tre gravi.

## Dinamica
Il treno accelerato n. 1039, proveniente da Torino e diretto a Roma, che aveva da poco lasciato la stazione di Alessandria, all'altezza del ponte sulla Bormida, alle ore 22:45,  investiva il treno merci 5739 diretto a Piacenza che era fermo in linea in attesa della via libera. 
Il locomotore dell'accelerato urtava violentemente contro il merci sfasciando gli ultimi cinque carri di coda. Nell'impatto morivano i frenatori di coda rimanendo poi sepolti sotto i rottami. 
II treno accelerato, rimasto poco danneggiato, venne fatto rientrare nel deposito di Alessandria per ricomporlo, per poi fargli riprendere il viaggio a tarda notte viaggiando sul binario di destra. La linea di sinistra, normale senso di marcia, rimase in parte ostruita dai rottami fino al giorno seguente. 
Sul posto si recarono il Prefetto, il Questore, alcuni funzionari delle Ferrovie e il Procuratore del Regno.

## La responsabilità del sinistro
Una prima inchiesta attribuì l'incidente alla negligenza dei due deviatori in servizio nella cabina di comando del bivio Bormida; venne data via libera al treno 1039 prima che il treno merci 5739 transitasse dal bivio stesso.

## Le vittime
Nell'impatto morirono i frenatori Giuseppe Savarro di 35 anni ed Emilio Ricci di 30 anni, del deposito di Alessandria.
Tra i passeggeri e il personale dell'accelerato vennero feriti gravemente, Giuseppina Milanesi di 25 anni, impiegata postale, il capo-conduttore Simone Campi di 47 anni; il conduttore Antonio Grillansoli di 35 anni, tutti con ferite al capo; furono trasportati all'ospedale di Alessandria dalla Croce Rossa. 
Gli altri feriti, più lievi, Erasmo Morazzani, Attilio Binasco, Pietro Coscia, Giovanni Avanza, il frenatore Pietro Zino, il conduttore Giovanni Silvani, il soldato Giuseppe Bondone e la Camicia nera Nicola Allievi, dopo le medicazioni al posto di pronto soccorso della stazione, proseguirono il viaggio. 
Un bilancio peggiore venne evitato dal fatto che il macchinista del locomotore, accortosi che la linea era ingombra aveva iniziato a rallentare la corsa del treno mentre il treno merci aveva già allentato i freni per poter riprendere la marcia.